# Pieter Philip van Bosse
Pieter Philip van Bosse (16. prosince 1809 Amsterdam – 21. února 1879 Haag) byl nizozemský liberální politik. V letech 1868–1871 byl předsedou vlády Nizozemska. Vedle toho působil jako ministr financí v šesti vládách a připravil mnoho reforem, které liberalizovaly nizozemskou ekonomiku. Byl též dvakrát ministrem kolonií.

## Mládí a vzdělání
Vystudoval práva na univerzitě v Leidenu, doktorát získal roku 1833. Poté chvíli podnikal, ale brzy se stal advokátem v Amsterdamu. V roce 1845 byl jmenován referentem oddělení dovozních a vývozních práv ministerstva financí. Tuto pozici si udržel po tři roky.
Dne 3. června 1848 byl Bosse prvně jmenován ministrem financí. V té době pocházela většina státních příjmů ze spotřebních daní a Van Bosseho pokusy o zavedení daně z příjmu a daně z úroků byly neúspěšné. Za premiérství Johana Rudolpha Thorbeckeho prosadil Bosse první reformy, které liberalizovaly ekonomiku. Jako silný zastánce volného obchodu prosadil právo tranzitu a zrušil odvody z plavebních práv na Rýně a IJsselu. Reformoval mincovní systém zavedením stříbrného standardu a omezením mnoha typů mincí. Kromě toho reformoval poštovní systém a zavedl vládní monopol na poštovní služby.
V roce 1853 byl zvolen do sněmovny a znovu byl zvolen v roce 1856. Vstoupil do opozice, kde důsledně trval na daňové reformě a varoval před nadměrnými vládními výdaji. V roce 1857 získal křeslo v haagské městské radě, kterého se o rok později vzdal. Další volební období znovu působil jako ministr financí. Zavedl tehdy dědickou daň. V roce 1860 se vrátil do sněmovny, ale od 10. února do 1. června 1866 působil potřetí jako ministr financí.
Dne 3. června 1868 začal další funkční období jako ministr financí ve vládě vytvořené Thorbeckem, který se rozhodl neřídit nový kabinet sám a jako premiéra vybral právě Bosseho. Jako premiér uskutečňoval politiku rozpočtové stability. Jeho kabinet byl zodpovědný za zrušení trestu smrti a zrušení kolkovného u novin, což stimulovalo mediální průmysl. Když několik ministrů ve vládě rezignovalo z různých důvodů na konci roku 1870, byl i Bosse nucen rezignovat na post premiéra. Dne 4. ledna 1871 byl nahrazen Thorbeckem.
V roce 1871 byl jmenován ministrem koloniálních záležitostí. Kvůli konfliktu v Acehu, neshodám ve vládě ohledně Nizozemské východní Indie a jeho napjatým vztahům s generálním guvernérem této kolonie nedosáhl v této funkci mnoho a brzy odstoupil. V roce 1877 se stal ale ministrem koloniálních záležitostí znovu. V této funkci 21. února 1879 zemřel.
Oficiální stránky nizozemské parlamentu ho charakterizují slovy: "Praktický, přízemní a kompetentní". O jeho dobré pověsti svědčí, že v roce 1865 se rakouský císař radil s Bossem o možné reformě státních financí ve své říši. Nový nizozemský biografický slovník k této pověsti též uvádí: "Přátelé i nepřátelé se shodují na tom, že málokdy se s penězi země zacházelo tak pečlivě a poctivě jako za dnů van Bosseho."